# Ayer's Cliff
Ayer's Cliff est une municipalité de village du Québec, située dans la MRC de Memphrémagog en Estrie.

## Toponymie
Son nom rappelle celui du premier colon de la localité, Thomas Ayer, alors que Cliff, en anglais, signifie « Falaise ».

## Démographie
| 1996 | 2001  | 2006  | 2011  | 2016  | 2021  |
| ---- | ----- | ----- | ----- | ----- | ----- |
| 986  | 1 102 | 1 096 | 1 109 | 1 073 | 1 180 |

## Administration
Les élections municipales se font en bloc pour le maire et les six conseillers.
| Ayer's Cliff Maires depuis 2001                                                                                      |                   |         |          |
| Élection | Maire             | Qualité | Résultat |
| 2001 | Vincent Gérin     |         | Voir     |
| 2005 | Vincent Gérin     | Voir    |          |
| 2009 | Alec Van Zuiden   |         | Voir     |
| 2013 | Alec Van Zuiden   | Voir    |          |
| 2017 | Vincent Gérin (2) |         | Voir     |
| 2021 | Simon Roy         |         | Voir     |
| Élection partielle en italique Depuis 2005, les élections sont simultanées dans toutes les municipalités québécoises |                   |         |          |

## Événements
Depuis 2013, le Rodéo d’Ayers Cliff est un événement à saveur country qui se déroule pendant 4 jours au mois de juin. La fondatrice de l’événement et propriétaire de l’Auberge d’Ayer’s Cliff est Katrine Lafaille. Il s’agit d’un événement majoritairement familial durant lequel des activités tels que de la danse en ligne, des dégustations de méchoui, divers spectacles de musique et d’animation ainsi que du rodéo sont proposées. La compétition de rodéo se divise en deux catégories, soit les animaux sauvages et les animaux dressés,. 